# آسيات
الآسيّات (الاسم العلمي: Myrtales) هي رتبة من النباتات تتبع فوق رتبة الوردونات من طائفة الوردانية. تضم فصائل مثل الفصيلة الآسية ومن أشهر النباتات التي تتبعها الكينا والآس والجوافة.

## التصنيف
- الآسيّة
- القمبريطية
- الأخدرية
  - الأخدراوات
- الخثرية
- الفوتشية